# Аккала (Абайская область)
Аккала (каз. Аққала, до 199? г. — Новостройка) — село в Аксуатском районе Абайской области Казахстана. Входит в состав Екпинского сельского округа. Код КАТО — 635837200.

## Население
В 1999 году население села составляло 254 человека (146 мужчин и 108 женщин). По данным переписи 2009 года, в селе проживало 214 человек (117 мужчин и 97 женщин).